# Потьма (Ковылкинский район)
Потьма — посёлок Ковылкинского района Республики Мордовия в составе Троицкого сельского поселения.

## География
Находится на расстоянии примерно 11 километров на северо-запад от районного центра города Ковылкино.

## История
Известен с 1894 года, когда был учтён как деревня Краснослободского уезда из 35 дворов.

## Население
Постоянное население составляло 62 человека (мордва-мокша 92 %) в 2002 году, 44 в 2010 году.